# 法律与文学
法律与文学是法理学研究的一个方向，关注法律与文学的跨学科联系，是1970年代崛起的交叉学科。法律与文学研究根源于法律思想史的两个主要发展：第一，人们越来越怀疑孤立的法律是否是价值和意义的渊源，是否需要深入文化或哲学或社会科学的语境才能给法律意义与价值；二，人们越来越关注各种文本意义的变化性，无论是文学作品还是法律文本。
法律与文学的研究者主要有两个方向：文学中的法律（研究分析文学名著中的法律问题）与作为文学的法律（用文学研究的阐释、分析、批评等方法研究法律文本）。

## 外部連結
- AIDEL (Associazione Italiana di Diritto e Letteratura （页面存档备份，存于）
- Italian Society for Law and Literature (ISLL) （页面存档备份，存于）
- Erasmus School of Law, European Network for Law and Literature （页面存档备份，存于）
- University of Toronto, Faculty of Law, Combined JD/MA in Law and English （页面存档备份，存于）
- The Bergen School of Law and Literature (Norway) （页面存档备份，存于）
- （页面存档备份，存于） Ost, François,  "Derecho y Literatura: en la frontera entre los imaginarios jurídico y literario", trad. de Oscar Enrique Torres, en Torres, Oscar Enrique (coord.), Derecho & Literarura. El derecho en la literatura, México, Editorial Libitum, 2017, pp. 21–50